# بلیوند
بلیوند، یکی از طوایف ایل بختیاری است که جزو شاخه هفت لنگ از باب بختیاروند (بهداروند) می‌باشد.

## پراکندگی جغرافیایی
- ییلاق:‌ شهرستان‌ شهرکرد، در روستاهای خلیل آباد خاکی، قلعه خاکی، کریم آباد خاکی، دولت آباد خاکی، سهراب آباد بیدکان، امیر آباد بیدکان و تنگ گزی سکونت دارند که در استان چهارمحال بختیاری  واقع می باشد، ضمن آن که در گذشته در گینه کوو(جونقان امروزی) ، هوشگوو(هفشجان امروزی)، سرشگوو( سورشجان امروزی) و بازفت استقرار داشتند.

- گرمسیر (قشلاق) : در شهرستان های گتوند[۱] صالح شهر و شوشتر و... هستند، روستا واقع در دهستان کیارس و بن پره (بن پهره) می باشد، که در شهرستان گتوند در استان خوزستان واقع شده است.

## پیشینه تاریخی
۵۶۰ سال پیش مقارن با عصر شاه اسماعیل صفوی، دو خان بختیاری به نام‌های عبدالعی خان پرچم و جعفرقلی خان باشی فرمان شاه صفویه را پشت پا می‌زنند و به چپاول کاروان‌های صفویه در ناحیه اصفهان و شیراز اقدام می‌نمایند.
این کار برای حکام صفویه بس سخت و غیرقابل کنترل بود، تا این که یکی از کارگزاران دربار به نام شایان حکیم، به شاه اسماعیل چنین اظهار نمود که تنها راه رفع این غائله به دست عبداله خان بختیاری که در موکب همایونی شرف حضور دارد، میسر می‌شود. عبداله خان از طرف شاه صفویه مأمور ختم این شورش می‌گردد؛ که ابتدا با هیئت همراه وارد منطقه شورشیان شده و از در تدبیر شروع به اقامه نماز جماعت و برگزاری آیین‌های شرعی می‌نمایند.
کم‌کم عبدالعی خان پرچم و جعفرقلی خان باشی به او نزدیک می‌گردند که عبداله خان به آن‌ها چنین اظهار می‌دارد که شاه اسماعیل از فرزندان شیخ صفی الدین اردبیلی می‌باشد و هدف این دولت چیزی جز پیشرفت و ترویج شیعهٔ اثنی عشر نیست. لذا اگر مانع از پیشرفت این دولت شوید با شریعت و ائمهٔ اطهار مخالفت ورزیده‌اید، آن دو نیز به غائله خاتمه می‌دهند. در این میان شاه اسماعیل به عنوان پاداش به عبداله خان بختیاری، لقب شیخ الرعایی را به ایشان عنایت فرمود.
عبداله خان شیخ الرعایا درای پسری به نام عالی خان گردید و عالی خان درای پسری به نام مرداس شد؛ که از مرداس سه فرزند به نام‌های: ۱. مهشی ۲. بله (بِلِی) ۳. موری به جای ماند.